# Curling-Weltmeisterschaft 2007
Die Curling-Weltmeisterschaft 2007 der Männer und Frauen wurden räumlich und zeitlich getrennt ausgetragen.
Das Turnier der Männer fand vom 31. März bis 8. April im Rexall Place in Edmonton, Kanada, statt. Die Frauen trugen ihr Turnier vom 17. bis 25. März in der japanischen Stadt Aomori aus.

## Turnier der Männer (in Edmonton)

### Teilnehmer
| Australien | Dänemark | Deutschland |
| --- | --- | --- |
| Australia CC Skip: Hugh Millikin Third: Ian Palangio Second: Sean Hall Lead: Mike Woloschuk Ersatz: David Imlah                               | Hvidovre CC, Hvidovre Skip: Johnny Frederiksen Third: Lars Vilandt Second: Bo Jensen Lead: Kenneth Hertsdahl Ersatz: Ivan Frederiksen | CC Füssen, Füssen Skip: Andreas Kapp Third: Ulrich Kapp Second: Andreas Lang Lead: Andreas Kempf Ersatz: Holger Höhne                          |
| Finnland | Frankreich | Kanada |
| Oulunkylä Curling, Helsinki Skip: Markku Uusipaavalniemi Third: Kalle Kiiskinen Second: Jani Sullanmaa Lead: Teemu Salo Ersatz: Jari Rouvinen | Chamonix CC, Chamonix Skip: Thomas Dufour Third: Tony Angiboust Second: Jan Henri Ducroz Lead: Richard Ducroz Ersatz: Raphaël Mathieu | Coldwater & District CC, Coldwater Skip: Glenn Howard Third: Richard Hart Second: Brent Laing Lead: Craig Savill Ersatz: Steve Bice            |
| Norwegen | Schottland | Schweden |
| Snarøen CC, Bærum Skip: Thomas Ulsrud Third: Torger Nergård Second: Thomas Due Lead: Jan Thoresen Ersatz: Thomas Løvold                       | Perth CC, Perth Skip: Warwick Smith Third: Craig Wilson Second: David Smith Lead: Ross Hepburn Ersatz: Ewan MacDonald                 | Östersunds CK, Östersund Skip: Peja Lindholm Third: James Dryburgh Second: Viktor Kjäll Lead: Anders Eriksson Ersatz: Magnus Swartling         |
| Schweiz | Südkorea | Vereinigte Staaten |
| CC St. Galler Bär, St. Gallen Skip: Ralph Stöckli Third: Jan Hauser Second: Markus Eggler Lead: Simon Strübin Ersatz: Andreas Schwaller       | Skip: Lee Je-ho Third: Beak Jong-chul Second: Yang Se-young Lead: Kwon Young-il Ersatz: Park Kwon-il                                  | Caledonian CC, Mankato Appleton CC, Appleton Skip: Todd Birr Third: Bill Todhunter Second: Greg Johnson Lead: Kevin Birr Ersatz: Zach Jacobson |

### Round Robin
| Platz | Team               | Spiele | Siege | Ndlg. |
| ----- | ------------------ | ------ | ----- | ----- |
| 1.    | Kanada             | 11     | 10    | 1     |
| 2.    | Vereinigte Staaten | 11     | 8     | 3     |
| 3.    | Schweiz            | 11     | 7     | 4     |
| 4.    | Schweden           | 11     | 6     | 5     |
|       | Deutschland        | 11     | 6     | 5     |
|       | Finnland           | 11     | 6     | 5     |
|       | Frankreich         | 11     | 6     | 5     |
| 8.    | Norwegen           | 11     | 4     | 7     |
| 9.    | Schottland         | 11     | 4     | 7     |
| 10.   | Australien         | 11     | 4     | 7     |
| 11.   | Dänemark           | 11     | 4     | 7     |
| 12.   | Südkorea           | 11     | 1     | 10    |

| Datum    | Zeit  | Begegnung                | Resultat |
| -------- | ----- | ------------------------ | -------- |
| 31. März | 12:30 | Schweden – Dänemark      | 7:8      |
|          |       | Australien – USA         | 6:5      |
|          |       | Schweiz – Norwegen       | 6:7      |
|          |       | Kanada – Finnland        | 7:3      |
|          | 18:00 | Norwegen – Australien    | 7:4      |
|          |       | Schottland – Südkorea    | 6:5      |
|          |       | Frankreich – Deutschland | 2:10     |
|          |       | Schweiz – USA            | 9:6      |
| 1. April | 08:30 | Finnland – Schweden      | 4:6      |
|          |       | Kanada – Dänemark        | 8:4      |
|          | 13:00 | Südkorea – Frankreich    | 5:6      |
|          |       | USA – Norwegen           | 7:3      |
|          |       | Australien – Schweiz     | 7:9      |
|          |       | Schottland – Deutschland | 5:8      |
|          | 19:30 | Dänemark – Finnland      | 3:8      |
|          |       | Frankreich – Schottland  | 8:9      |
|          |       | Deutschland – Südkorea   | 7:5      |
|          |       | Schweden – Kanada        | 4:8      |
| 2. April | 08:30 | Kanada – Schweiz         | 8:2      |
|          |       | Finnland – Australien    | 10:9     |
|          |       | Schweden – Norwegen      | 7:3      |
|          |       | Dänemark – USA           | 1:9      |
|          | 13:00 | Australien – Deutschland | 7:6      |
|          |       | Schweiz – Südkorea       | 7:2      |
|          |       | USA – Frankreich         | 2:6      |
|          |       | Norwegen – Schottland    | 6:2      |
|          | 18:00 | Schottland – Schweden    | 5:7      |
|          |       | Frankreich – Dänemark    | 7:3      |
|          |       | Südkorea – Kanada        | 0:12     |
|          |       | Deutschland – Finnland   | 7:6      |
| 3. April | 08:30 | Südkorea – Dänemark      | 6:7      |
|          |       | Deutschland – Schweden   | 5:7      |
|          |       | Schottland – Finnland    | 1:6      |
|          |       | Frankreich – Kanada      | 5:12     |

| Datum    | Zeit  | Begegnung               | Resultat |
| -------- | ----- | ----------------------- | -------- |
| 3. April | 13:00 | Finnland – USA          | 6:7      |
|          |       | Kanada – Norwegen       | 8:4      |
|          |       | Dänemark – Australien   | 5:9      |
|          |       | Schweden – Schweiz      | 6:7      |
|          | 18:00 | Norwegen – Frankreich   | 7:9      |
|          |       | USA – Schottland        | 6:4      |
|          |       | Schweiz – Deutschland   | 4:7      |
|          |       | Australien – Südkorea   | 6:7      |
| 4. April | 08:30 | Schweiz – Schottland    | 6:4      |
|          |       | Australien – Frankreich | 3:7      |
|          |       | Norwegen – Südkorea     | 7:2      |
|          |       | USA – Deutschland       | 7:6      |
|          | 13:00 | Deutschland – Kanada    | 3:9      |
|          |       | Südkorea – Finnland     | 1:7      |
|          |       | Frankreich – Schweden   | 5:7      |
|          |       | Schottland – Dänemark   | 11:5     |
|          | 19:30 | Schweden – Australien   | 3:7      |
|          |       | Dänemark – Schweiz      | 4:10     |
|          |       | Kanada – USA            | 6:7      |
|          |       | Finnland – Norwegen     | 8:7      |
| 5. April | 08:30 | USA – Südkorea          | 7:5      |
|          |       | Norwegen – Deutschland  | 5:7      |
|          |       | Australien – Schottland | 5:7      |
|          |       | Schweiz – Frankreich    | 6:10     |
|          | 13:00 | Dänemark – Norwegen     | 9:5      |
|          |       | Schweden – USA          | 5:6      |
|          |       | Finnland – Schweiz      | 4:7      |
|          |       | Kanada – Australien     | 8:3      |
|          | 18:00 | Frankreich – Finnland   | 6:10     |
|          |       | Schottland – Kanada     | 5:7      |
|          |       | Deutschland – Dänemark  | 5:7      |
|          |       | Südkorea – Schweden     | 6:7      |

### Tie-break
Um den vierten für die Page Playoffs zu ermitteln, mussten drei Entscheidungsspiele ausgetragen werden.
| Datum    | Zeit  | Begegnung              | Resultat |
| -------- | ----- | ---------------------- | -------- |
| 6. April | 11:00 | Schweden – Frankreich  | 6:5      |
|          |       | Finnland – Deutschland | 5:8      |

Sieger TB1 gegen Sieger TB2:
| Datum    | Zeit  | Begegnung              | Resultat |
| -------- | ----- | ---------------------- | -------- |
| 6. April | 14:00 | Schweden – Deutschland | 4:8      |

### Playoffs
|  | Page Playoffs | Page Playoffs      | Page Playoffs |   |                    | Halbfinale | Halbfinale | Halbfinale |             |   | Finale | Finale | Finale |
|  |               |                    |               |   |                    |            |            |            |             |   |        |        |        |
|  | 1             | Kanada             | 7             |   |                    |            |            |            |             |   |        |        |        |
|  | 2             | Vereinigte Staaten | 2             |   |                    |            |            |            |             | 1 | Kanada | 8      |        |
|  | 2             | Vereinigte Staaten | 2             | 2 | Vereinigte Staaten | 4          |            |            |             | 1 | Kanada | 8      |        |
|  |               |                    |               | 2 | Vereinigte Staaten | 4          |            | 4          | Deutschland | 3 |        |        |        |
|  |               | 4                  | Deutschland   | 6 |                    |            |            | 4          | Deutschland | 3 |        |        |        |
|  | 3             | 4                  | Deutschland   | 6 | Schweiz            | 4          |            |            |             |   |        |        |        |
|  | 3             |                    |               |   | Schweiz            | 4          |            |            |             |   |        |        |        |
|  | 4             | Deutschland        | 6             |   |                    |            |            |            |             |   |        |        |        |

| Team               | 1 | 2 | 3 | 4 | 5 | 6 | 7 | 8 | 9 | 10 | Total |
| Kanada             | 0 | 0 | 1 | 2 | 1 | 0 | 3 | 0 | x | x  | 7     |
| Vereinigte Staaten | 0 | 0 | 0 | 0 | 0 | 1 | 0 | 1 | x | x  | 2     |

| Team        | 1 | 2 | 3 | 4 | 5 | 6 | 7 | 8 | 9 | 10 | Total |
| Schweiz     | 0 | 1 | 0 | 2 | 0 | 1 | 0 | 0 | 0 | 0  | 4     |
| Deutschland | 0 | 0 | 1 | 0 | 2 | 0 | 0 | 2 | 0 | 1  | 6     |

| Team               | 1 | 2 | 3 | 4 | 5 | 6 | 7 | 8 | 9 | 10 | Total |
| Vereinigte Staaten | 0 | 0 | 1 | 0 | 1 | 0 | 2 | 0 | 0 | 0  | 4     |
| Deutschland        | 1 | 0 | 0 | 2 | 0 | 1 | 0 | 1 | 0 | 1  | 6     |

| Team        | 1 | 2 | 3 | 4 | 5 | 6 | 7 | 8 | 9 | 10 | Total |
| Kanada      | 4 | 0 | 0 | 1 | 0 | 3 | 0 | 0 | X | X  | 8     |
| Deutschland | 0 | 0 | 1 | 0 | 1 | 0 | 0 | 1 | X | X  | 3     |

| Platz | Land               |
| 1     | Kanada             |
| 2     | Deutschland        |
| 3     | Vereinigte Staaten |
| 4     | Schweiz            |
| 5     | Schweden           |
| 6     | Finnland           |
| 7     | Frankreich         |
| 8     | Norwegen           |
| 9     | Schottland         |
| 10    | Australien         |
| 11    | Dänemark           |
| 12    | Südkorea           |